# Stadt-Sparkasse Langenfeld
Die Stadt-Sparkasse Langenfeld ist eine Sparkasse in Nordrhein-Westfalen mit Sitz in Langenfeld (Rhld.). Sie ist eine Anstalt des öffentlichen Rechts.

## Geschäftsgebiet und Träger
Das Geschäftsgebiet der Stadt-Sparkasse Langenfeld umfasst die Stadt Langenfeld (Rhld.) im Kreis Mettmann, welche auch Trägerin der Sparkasse ist.

## Geschäftszahlen
Die Stadt-Sparkasse Langenfeld wies im Geschäftsjahr 2023 eine Bilanzsumme von 1,739 Mrd. Euro aus und verfügte über Kundeneinlagen von 1,181 Mrd. Euro. Gemäß der Sparkassenrangliste 2023 liegt sie nach Bilanzsumme auf Rang 257. Sie unterhält 5 Filialen/Selbstbedienungsstandorte und beschäftigt 219 Mitarbeiter.

## Sparkassen-Finanzgruppe
Die Stadt-Sparkasse Langenfeld ist Teil der Sparkassen-Finanzgruppe und gehört damit auch ihrem Haftungsverbund an. Er sichert den Bestand der Institute und sorgt dafür, dass sie auch im Fall der Insolvenz einzelner Sparkassen alle Verbindlichkeiten erfüllen können. Die Sparkasse vermittelt Bausparverträge der regionalen Landesbausparkasse, offene Investmentfonds der Deka und Versicherungen der Provinzial Rheinland. Im Bereich des Leasing arbeitet die Stadt-Sparkasse Langenfeld mit der  Deutschen Leasing zusammen. Die Funktion der Sparkassenzentralbank nimmt die Landesbank Hessen-Thüringen wahr.